# UPDATE (MAG!C☆PRINCEの曲)
「UPDATE」（アップデート）は、日本の男性グループ・MAG!C☆PRINCEの楽曲。2017年5月3日に4作目のシングルとしてZEN MUSICからリリースされた。

## 制作、音楽性
作詞・作曲はヒロイズム。ヒロイズムはこれ以前にアルバム『111』収録曲「Compass」の作詞作曲（他の作家との共作）を担ったことがある。「UPDATE」は「大切な人との別れ」・「失恋」を歌ったナンバーで、曲調はEDMサウンドにアプローチしている。パフォーマンスにおいては、デビュー曲「絶対☆アイシテル!」以来、FISHBOYが振り付けを担当した。

## リリース
2016年10月にリリースされた「Over The Rainbow」に続くシングルである。2017年2月11日、MAG!C☆PRINCEが写真集の発売記念イベントを実施した際に、本作のタイトル、リリース日、ヒロイズムによる曲であることなどの情報を発表した。カップリングに収録された「RUSH」は既に1月にライブで披露されていた曲で、グループが出演したショートフィルム『RUSH 〜キット、イツカ〜』主題歌や「イモトのWiFi」CMソングとして表題曲より早く発表されていた曲である。
3月11日（10日深夜）、自身のラジオ番組『MAG!C☆PRINCEの本気ラジ』（CBCラジオ）で「UPDATE」をオンエア、同日に開催したリリースイベントでステージパフォーマンスを初披露した。同月からこの曲は「近鉄パッセ」のCMソングとして使用された。4月1日にミュージック・ビデオおよびビジュアルイメージを公開。同月から「イモトのWiFi」CMの楽曲としても使用された。4月16日に東京・サンシャインシティで開催したリリース記念ライブは約1500人を動員した。
CDシングルは、初回限定盤2種・通常盤・各メンバー仕様の個人盤5種の、計8つのパターンでリリースされた。CDの収録内容はすべて同じである。初回限定盤には、「UPDATE」のミュージック・ビデオとそのメイキングを収録したDVDが付属する。アートワークは、初回限定盤Bのみが青いジャケットの衣装、その他はミュージック・ビデオと同じ全身を白で固めた衣装である。
5月7日付のオリコンデイリーランキングでは1位を獲得。5月15日付の同週間ランキングで2位を記録した。

## 批評
近田春夫は週刊文春の連載「考えるヒット」でこの曲を取り上げた。「なかなか表情のあるハモりも美しく決まったハイトーンのボーカルがバックトラックと一体となって醸し出される雰囲気は、韓流の男性的な部分をうんと薄めたような印象であろうか、これはありそうでなかった音な気もする」などと好意的な評価をするも、（他の多くの地方発アイドルと同様に）プロデュースを名古屋ではなく東京のプロデューサーに委ねている点を指摘した。

## 収録曲
1. 「UPDATE」（作詞・作曲・編曲: ヒロイズム） – 3:50
2. 「RUSH」（作詞: Kenji Kabashima、作曲: Kenji Kabashima・ツカダタカシゲ、編曲: ツカダタカシゲ） – 3:08
3. 「UPDATE (Instrumental)」 – 3:50
4. 「RUSH (Instrumental)」 – 3:07

## DVD収録内容
初回限定版A/B共通
1. 「UPDATE」Music Video
2. 「UPDATE」Making Video